# Mesophylla macconnelli
Mesophylla macconnelli — вид родини листконосові (Phyllostomidae), ссавець ряду лиликоподібні (Vespertilioniformes, seu Chiroptera).

## Середовище проживання
Країни проживання: Болівія, Бразилія, Колумбія, Коста-Рика, Еквадор, Французька Гвіана, Гаяна, Нікарагуа, Панама, Перу, Суринам, Тринідад і Тобаго, Венесуела. Висота проживання: до 1100 м. Живуть в зрілих вічнозелених лісах, порушених низинних тропічних лісах.

## Екологія
Харчується фруктами. Спочиває малими групами (до 8 особин) в наметах з пальмового листя. Самиці усамітнено відпочивають разом з малюками.

## Морфологічні та генетичні особливості
Довжиною голови і тіла від 43 до 52 мм, довжина передпліччя між 29 і 33 мм, довжина ступні від 8 до 12 мм, довжина вух від 12 до 15 мм і маса до 8 гр. Не має хвоста. Хутро щільне і компактне. Голова і передня частина спини буро-біла, круп більше коричнюватий. Черевна частина білувато-жовтого кольору. Вуха яскраво-жовті. Зубна формула: 2/2, 1/1, 2/2, 2/3 = 30. Каріотип 2n = 21-22, FN = 20.